# Clusia chusqueae
Clusia chusqueae là một loài thực vật có hoa trong họ Bứa. Loài này được Ewan mô tả khoa học đầu tiên năm 1951.